# Crooks
Crooks è un comune degli Stati Uniti d'America, situato in Dakota del Sud, nella contea di Minnehaha.